# Língua chatina
[carece de fontes?]
formam são um ramo da família  Zapoteca dentro das Oto-Mangueanas. As línguas são faladas nativamente por 45 mil pessoas do povo de mesmo nome , cujas comunidades ocupam o sul de Oaxaca, México.

localização do Chatino

Os falantes de Chatino têm estreitos laços culturais e linguísticos com os Zapotecas, cujas línguas formam o outro ramo da família zapoteca. Os chatinos chamam sua língua ChaqF TnyaJ , que significa "palavra difícil". É reconhecida como uma língua nacional no México.

## Variedades
As línguas Chatino formam um grupo de três idiomas. O Chatino Zenzontepec, falado em cerca de 10 comunidades no distrito de Sola de Veja: O Chatino Tataltepec, falado em Tataltepec Valdez e um grupo de línguas chamadas Chatino Oriental faladas em cerca de 15-17 comunidades. Egland & Bartholomew (1983) conduziram testes de inteligibilidade mútua pelos quais concluíram que quatro variedades de Chatino poderiam ser consideradas línguas separadas em relação à inteligibilidade mútua, com 80% de inteligibilidade sendo necessária para variedades serem consideradas parte da mesma língua . Os dialetos seriam Tataltepec, Zacatepec, Panixtlahuaca e Highlands, com Zenzontepec não testado, mas com base em outros estudos. Os dialetos das Terras Altas se dividem em três grupos, em grande parte prenunciando as divisões consideradas por  "Ethnologue".
Campbell (2013), em um estudo baseado em inovações compartilhadas e não em inteligibilidade mútua, divide primeiro Chatino em dois grupos - Zenzontepec e Chatino Costeiro. Depois disso divide o Chatino Costeiro em Tataltepec e no Chatino Oriental. Seu Chatino Oriental contém todas as outras variedades e ele não encontra evidências de subgrupos ou outras divisões baseadas em inovações compartilhadas. Essa divisão espelha as divisões relatadas por Boas (1913), baseadas em "comentários de falantes", isto é, Chatino compreendia três "dialetos" com limitada inteligibilidade mútua. Sullivant (2015) descobre que Teojomulco é a variedade mais divergente.
- Teojomulco
- Chatino próprio
  - Zenzontepec
  - Chatino Costeiro
    - Tataltepec
    - Chatino Oriental
      - Zacatepec
      - Terras altas: Oriental (Lachao-Yolotepec), Ocidental (Yaitepec, Panixtlahuaca, Quiahije), Nopala

## Fonologia e ortografia
Consoantes fonêmicas do Chatino (Pride 1965):
| p, b | t, d    | k, ɡ | ʔ |
| w    | s, ʃ    |      | h |
| m    | n       |      |   |
|      | l, r, j |      |   |

São cinco as vogais orais, /i e a o u/, e há quatro nasais, /ĩ ẽ õ ũ/.
Rasch (2002) relata dez tons distintos para o Yaitepec Chatino. Os tons de nível são altos / 1 /, médios / 2 /, baixos-médios / 3 / e baixos / 4 /. Há também dois tons ascendentes (/ 21 / e / 32 /) e três tons descendentes (/ 12 /, / 23 /, / 34 /), bem como um tom de queda mais limitado / 24 /, encontrado em alguns itens lexicais. e em algumas formas completas de verbos.
Há uma variedade de ortografias práticas para o Chatino, mais influenciadas pela ortografia espanhola. Nos exemplos abaixo, ⟨ x⟩ representa  / ʃ /, ⟨ ch⟩ =  / tʃ / e  / k / é escrito ⟨ c⟩ antes das vogais posteriores e ⟨ qu⟩ antes das vogais anteriores

## Morfologia

### Transitivo-Intransitivo
Os idiomas chatino têm algumas alternações regulares entre verbos transitivos e intransitivos. Em geral, essa mudança é mostrada alterando a primeira consoante da raiz, como nos exemplos a seguir de Tataltepeco:
| verbo         | transitivo | intransitivo |
| ------------- | ---------- | ------------ |
| 'mudar'       | ntsa'a     | ncha'a       |
| 'terminar'    | ntyee      | ndyee        |
| 'apagar'      | nxubi'     | ndyubi'      |
| 'assustar'    | nchcutsi   | ntyutsi      |
| 'derreter'    | nxalá      | ndyalá       |
| 'lançar'      | nchcuaa    | ndyalu       |
| 'queimar'     | nxatsi     | ndyatsi      |
| 'aterrorizar' | ntyutsi    | nchcutsi     |
| 'mover'       | nchquiña   | nguiña       |
| 'assar'       | nchqui'i   | ngui'i       |

### Causativo
Há também a forma morfológica causativa em Chatino, expressa pelo prefixo causativo / x- /, / xa- /, / y /, ou pela palatalização da primeira consoante. A escolha do prefixo parece ser parcialmente determinada pela primeira consoante do verbo, embora existam alguns casos irregulares.
O prefixo / x / ocorre antes de algumas raízes que começam com uma das seguintes consoantes: / c, qu, ty / ou com as vogais / u, a /, por exemplo.
| catá chcu | 'banhar (reflexivo)' | xcatá ji'i   | 'banhar (transitivo)' |
| quityi    | 'secar (reflexivo)'  | xquityi ji'i | 'secar (transitivo)'  |
| ndyu'u    | 'está vivo'          | nxtyu'u ji'i | 'acordar'             |
| ndyubi'   | 'é descartado'       | nxubi'       | 'ser descartado'      |
| tyatsi'   | 'é queimado'         | xatsi'       | 'queimar'             |

O prefixo / xa / é colocado antes de certas raízes que começam com / t /, por exemplo.
| nduu | 'está parando' | nxatuu | 'fazer algo parar' |

Palatalization occurs in some roots that begin with /t/, e.g.
taa			'vai dar'		tyaa			'vai pagar'
(Pride 1970: 95-96)
As alternações vistas aqui são similares às da alternância causativa das língua Zapotecas.

### Aspecto
Pride (1965) relata oito aspectos em Yaitepec Chatino.
potencial 'A maioria dos verbos não tem prefixo potencial e sua ausência indica esse aspecto.'
habitual - Isso é indicado pelos prefixos / n-, nd-, l- / e / n- / com palatalização da primeira consoante da raiz, por exemplo:
nsta 'coloca em'
nsta chcubi loo mesa 'coloca a caixa na mesa'
ndu'ni cu'na 'graze'
Ndu'ni ngu 'co'na quichi re 'As pessoas desta cidade pastam'

 ntya  'porca'
 Ntya ngu 'quichi re quiña'  'As pessoas desta cidade semeiam o chile.'
continuação Raízes que tomam / n- / ou / nd- / no habitual têm o mesmo no continuativo mais palatalização; raízes que têm / n- / mais palatalização no habitual têm / ndya- /, por ex.
Nxtya chcubi loo mesa 'está colocando a caixa na mesa'
Ndyu'ni ngu 'co'na quichi re 'As pessoas desta cidade estão pastando. '
Ndyata ngu 'quichi re quiñ  'As pessoas desta cidade estão semeando o chile.'
completivo Isto é indicado com o prefixo / ngu- /, e verbos que começam com / cu-, cui-, qui- / altere para / ngu- / e / ngüi- / no completivo:
sta 'vai colocar'
 Ngu-sta chcubi loo mesa  'Alguém colocou a caixa na mesa'
culu'u 'vai ensinar'
Ngulu'u mstru ji'i 'A professora ensinou.'
imperativo Este aspecto é indicado pela palatalização na primeira consoante da forma potencial do verbo. Se o potencial já é uma consoante palatalizada, o imperativo é o mesmo, por exemplo:
sat vai afrouxar 'xati' ji'i' 'solta!'
 xi'yu  'cortará'  xi'yu ji'i  'corta!'
perfeito Este aspecto é indicado pela partícula / cua /, que é escrita como uma palavra separada em Pride (1965).
tyee terminará 'cua tyee ti' 'terminou'
cua ndya ngu 'se foi'
potencial passivo / tya- /
Tyaala ton'ni'i 'A porta será aberta.'
passivo completivo / ndya- /
Ndyaala ton'ni'i 'A porta está aberta'.

### Sintaxe
As línguas Chatino geralmente têm VSO como sua ordem predominante, como no exemplo a seguir:
| N-da | nu | xni ' | ndaha | ska | ha | xtlya | i | nu | o. | - | con-dar | o | cão | preguiçoso | uma | tortilla | espanhol | para | o coiote |

"O cão preguiçoso deu um pão doce ao coiote."

## Uso e mídia
A programação no idioma Chatino é realizada pela estação de rádio XEJAM da Comissão Nacional para o Desenvolvimento dos Povos Indígenas (CDI), baseada em Santiago Jamiltepec Oaxaca.
Em 2012, o Natividad Medical Center de Salinas (Califórnia) treinou intérpretes médicos bilíngues em Chatino, bem como em espanhol.; em março de 2014, a Natividad Medical Foundation lançou o programa Indigenous Interpreting +, "uma empresa comunitária e de interpretação médica especializada em línguas indígenas do México e América Central e do Sul", incluindo as línguas Chatino, Mixtec, Trique e várias línguas zapotecas.